# Liste der Bodendenkmäler in Himmelstadt
Auf dieser Seite sind die Bodendenkmäler in der unterfränkischen Gemeinde Himmelstadt zusammengestellt. Diese Tabelle ist eine Teilliste der Liste der Bodendenkmäler in Bayern. Grundlage ist die Bayerische Denkmalliste, die auf Basis des Bayerischen Denkmalschutzgesetzes vom 1. Oktober 1973 erstmals erstellt wurde und seither durch das Bayerische Landesamt für Denkmalpflege geführt wird. Die folgenden Angaben ersetzen nicht die rechtsverbindliche Auskunft der Denkmalschutzbehörde.

## Bodendenkmäler in Himmelstadt
| Lage       | Objekt                                                                                   | Akten-Nr.     | Bild |
| ---------- | ---------------------------------------------------------------------------------------- | ------------- | ---- |
| (Standort) | Freilandstation des Mesolithikums, Siedlung der Linearbandkeramik                        | D-6-6024-0020 |      |
| (Standort) | Bestattungsplatz der späten Bronzezeit mit Grabhügel.                                    | D-6-6024-0045 |      |
| (Standort) | Burgstall des Mittelalters („Burkardstuhl“).                                             | D-6-6024-0048 |      |
| (Standort) | Siedlung der Linearbandkeramik, des Mittelneolithikums, der Hallstattzeit                | D-6-6024-0049 |      |
| (Standort) | Siedlung des Neolithikums und spätmittelalterliche bis frühneuzeitliche Wüstung          | D-6-6024-0088 |      |
| (Standort) | Siedlung der Hallstattzeit.                                                              | D-6-6024-0116 |      |
| (Standort) | Siedlung wohl der Hallstattzeit.                                                         | D-6-6024-0117 |      |
| (Standort) | Siedlung der jüngeren Latènezeit.                                                        | D-6-6024-0118 |      |
| (Standort) | Siedlung der jüngeren Latènezeit.                                                        | D-6-6024-0119 |      |
| (Standort) | Siedlung der Linearbandkeramik, der Michelsberger Kultur, der Hallstattzeit              | D-6-6024-0155 |      |
| (Standort) | Siedlung der Hallstattzeit.                                                              | D-6-6024-0168 |      |
| (Standort) | Freilandstation des Paläolithikums und des Mesolithikums, Siedlung des Neolithikums      | D-6-6024-0183 |      |
| (Standort) | Siedlung der Metallzeiten, darunter der Latènezeit.                                      | D-6-6024-0193 |      |
| (Standort) | Siedlung der Latènezeit.                                                                 | D-6-6024-0207 |      |
| (Standort) | Siedlung des Jung- bis Endneolithikums, der Bronzezeit und der jüngeren Latènezeit.      | D-6-6024-0262 |      |
| (Standort) | Siedlung neolithischer Zeitstellung.                                                     | D-6-6024-0294 |      |
| (Standort) | Siedlung des Jung- bis Endneolithikums.                                                  | D-6-6024-0295 |      |
| (Standort) | Siedlung vorgeschichtlicher Zeitstellung.                                                | D-6-6024-0296 |      |
| (Standort) | Siedlung vorgeschichtlicher Zeitstellung.                                                | D-6-6024-0297 |      |
| (Standort) | Befunde der frühen Neuzeit im Bereich der ehemaligen Kath. Pfarrkirche St. Jakobus d. Ä. | D-6-6024-0298 |      |
| (Standort) | Klosterwüstung „Himmelspforten“ des Mittelalters und der frühen Neuzeit.                 | D-6-6024-0356 |      |
| (Standort) | Bestattungsplatz mit Grabhügeln vorgeschichtlicher Zeitstellung.                         | D-6-6024-0357 |      |
| (Standort) | Bestattungsplatz mit Grabhügel vorgeschichtlicher Zeitstellung.                          | D-6-6024-0358 |      |
| (Standort) | Brunnenstandort zur Wasserversorgung der spätmittelalterlichen bis frühneuzeitlichen     | D-6-6024-0359 |      |
| (Standort) | Bestattungsplatz mit Grabhügeln vorgeschichtlicher Zeitstellung.                         | D-6-6024-0393 |      |
| (Standort) | Bestattungsplatz mit Grabhügeln vorgeschichtlicher Zeitstellung.                         | D-6-6024-0395 |      |